# 2010年7月逝世人物列表
2010年逝世人物列表：1月 - 2月 - 3月 - 4月 - 5月 - 6月 - 7月 - 8月 - 9月 - 10月 - 11月 - 12月
2010年7月逝世人物列表，是用于汇总2010年7月期间逝世人物的列表。

## 依日期排序

### 1日
- Kwasi Annoh Ankama，53歲，迦納律師和政治家。[1]
- 阿扎德，57-58歲，印度政治家，被槍殺。[2]
- Black Tie Affair，24歲，美國純種賽馬，被安樂死。[3]
- 艾莉森·布克（Alison Booker），47歲，英國廣播公司（BBC Oxford），乳腺癌。[4]
- 弗朗西斯科·克拉弗（Francisco Claver），84歲，菲律賓耶穌會神父，第一任伊戈洛特主教，馬來巴萊主教（1969-1984）。[5]
- Gareth Clayton，68歲，澳大利亞政治家，眾議院議員（1974-1975）。[6]
- Don Coryell，85歲，美式橄欖球教練（聖地牙哥閃電隊，聖路易斯紅雀隊）。[7]
- 阿諾德·弗裡伯格（Arnold Friberg），96歲，美國畫家，跌倒併發症。[8]
- 傑弗里·哈欽斯（Geoffrey Hutchings），71歲，英國演員（罌粟花，亨利五世，托普西-特維），病毒感染。[9]
- 樂樂，24歲，波多黎各說唱歌手，被槍殺。[10]
- 奧雷利奧·馬基（Aurelio Macchi），94歲，阿根廷雕塑家。[11]
- 埃莉諾·莫爾斯（Eleanor Morse），97歲，美國藝術收藏家，薩爾瓦多·達利博物館（Salvador Dali Museum）的聯合創始人，長期患病。[12]
- 埃迪·穆薩（Eddie Moussa），26歲，瑞典足球運動員（Assyriska Föreningen），射門。[13]
- 王玉林，92歲，馬來西亞政治家、部長和大使，馬來西亞華人協會創始人。[14]
- 約翰·林訥（John Rinne），86歲，芬蘭東正教主教，卡累利阿和全芬蘭大主教（1987-2001）。[15]
- Singspiel，18歲，愛爾蘭純種賽馬，被安樂死。[16]
- Borivoj Vukov，80歲，塞爾維亞奧運摔跤手。[17]
- Ilene Woods，81歲，美國歌手和演員（灰姑娘），阿爾茨海默病併發症。[18]
- 貝蒂·盧·楊（Betty Lou Young），91歲，美國作家和環保主義者，短暫患病後。[19]

### 2日
- 威爾弗雷多·阿拉爾孔（Wilfredo Alarcón），77歲，智利天主教神父。[20]
- 貝麗爾·班布里奇夫人（Dame Beryl Bainbridge），77歲，英國小說家（《哈麗特·賽義德》（Harriet Said...），《大冒險》（An Awfully Big Adventure），癌症。[21]
- 馬赫富德·阿裡·貝巴，57歲，撒哈拉政治家和談判代表，撒哈拉全國委員會主席（2003-2010），心臟病發作。[22]
- 弗蘭克·科拉庫西奧（Frank Colacurcio），93歲，美國有組織犯罪人物。[23]
- 斯蒂芬·坎納（Stephen Kanner），54歲，美國建築師，A+D博物館聯合創始人，癌症。[24]
- 西蒙·科恩布利特（Simon Kornblit），76歲，比利時出生的美國製片廠高管，全球行銷執行副總裁（環球影業），髓系白血病。[25]
- Fred Maryanski，63歲，美國教育家，內華達州立學院院長（2005-2010）。[26]
- 卡爾·亞當·佩特裡（Carl Adam Petri），83歲，德國計算機科學家。[27]
- 費利克斯·龐斯（Félix Pons），68歲，西班牙政治家，眾議院議長（1986-1996），癌症。[28]
- M. G. Radhakrishnan，70歲，印度音樂總監，肝病。[29]
- 倫納德·塞爾（Leonard Searle），79歲，美國天文學家。[30]
- 史蒂夫·斯坦利，90歲，美國職業摔跤手。[31]
- 湯米·塔伯曼（Tommy Tabermann），62歲，芬蘭詩人和政治家，國會議員（2007-2010），腦瘤。[32]
- Laurent Terzieff，75歲，法國演員，肺部併發症。[33]
- Ann Waldron，85歲，美國作家和傳記作家，心力衰竭。[34]

### 3日
- Carlo Aymonino，83歲，義大利建築師。[35]
- Murray Chercover，80歲，加拿大廣播員兼首席執行官（CTV電視台），肺炎併發症。[36]
- 阿布·達烏德，73歲，巴勒斯坦政治家和軍事指揮官，策劃了1972年慕尼克夏季奧運會大屠殺，腎衰竭。[37]
- 威廉·多爾蒂（William Dougherty），78歲，美國政治家，南達科他州副州長（1971-1975），癌症。[38]
- 赫伯特·埃哈特（Herbert Erhardt），79歲，德國足球運動員，1954年FIFA世界杯冠軍。[39]
- 科林·加德納（Colin Gardner），69歲，英國足球經理，腦癌。[40]
- Israel Hicks，66歲，美國舞台導演（匹茲堡週期），前列腺癌。[41]
- 克萊·耶爾特斯（Cle Jeltes），86歲，荷蘭水手。[42]
- 卡洛斯·阿圖羅·華雷斯，94歲，阿根廷政治家，聖地牙哥德爾埃斯特羅省省長，心臟驟停。[43]
- 埃德·利馬托（Ed Limato），73歲，美國人才經紀人，長期患病。[44]
- Oguri Cap，25歲，日本純種賽馬，被安樂死。[45]
- 克拉拉·克萊伯恩·派克（Clara Claiborne Park），86歲，美國作家，跌倒併發症。[46]
- 羅伯托·皮瓦（Roberto Piva），72歲，巴西詩人和作家，帕金森病併發症。[47]
- 約翰尼·塞勒斯（Johnny Sellers），72歲，美國騎師。[48]
- 邁克爾·基思·史密斯（Michael Keith Smith），56/7，英國政治家。[49]
- 弗雷德里克·華納爵士（Sir Frederick Warner），100歲，英國化學工程師。[50]

### 4日
- 巴爾·巴哈杜爾·賴（Bal Bahadur Rai），89歲，尼泊爾政治家。[51]
- 羅伯特·巴特勒（Robert N. Butler），83歲，美國醫生，普利策獎得主（《為什麼生存？Being Old in America），NIA的創始人，白血病。[52]
- 穆罕默德·海珊·法德拉拉（Mohammad Hussein Fadlallah），74歲，黎巴嫩激進分子，真主黨精神領袖。[53]
- Glenn Falkenstein，78歲，美國魔術師，阿爾茨海默病併發症。[54]
- 詹姆斯·福雷斯特（James Forrest），88歲，南非板球運動員。[55]
- 約翰·漢普頓（John Hampton），103歲，美國慈善家，Toys for Tots的聯合創始人。[56]
- 阿爾夫·霍華德（Alf Howard），104歲，澳大利亞探險家。[57]
- 黃耀泰，98歲，台灣音樂家和作曲家，多管風琴衰竭。[58]
- 奧斯卡·克魯格（Oscar Kruger），77歲，加拿大足球運動員（埃德蒙頓愛斯基摩人），長期患病。[59]
- 約翰·莫克爾（John Morkel），81歲，羅得西亞國際橄欖球聯盟球員，髖關節手術併發症。[60]

### 5日
- 納斯爾·阿布·扎伊德（Nasr Abu Zayd），66歲，埃及古蘭經神學家，腦部感染。[61]
- 吉姆·博倫（Jim Bohlen），84歲，美國出生的加拿大環保主義者，綠色和平組織創始人。[62]
- 78歲的美國耶穌會神父威廉·R·卡拉漢（William R. Callahan）挑戰了梵蒂岡的政策，帕金森病。[63]
- Brazeal Dennard，81歲，美國指揮家。[64]
- David Fanshawe，68歲，英國作曲家（非洲聖人），探險家和民族音樂學家，中風。[65]
- 賈洪生，43歲，中國演員，跳樓自殺。[66]
- 安德列·霍拉克（Andriy Horak），64歲，烏克蘭東正教主教，基輔宗主教區烏克蘭東正教教堂的利沃夫和索卡爾大都會（自1993年起），長期患病。[67]
- 胡安妮塔·克雷普斯（Juanita M. Kreps），89歲，美國經濟學家，商務部長（1977-1979），阿爾茨海默病。[68]
- 彼特·摩根（Pete Morgan），71歲，英國詩人。[69]
- 鮑勃·普羅伯特（Bob Probert），45歲，加拿大冰球運動員（底特律紅翼隊，芝加哥黑鷹隊），疑似心臟病發作。[70]
- 維克多·羅德裡格斯（Victor Rodrigues），66歲，印度孔卡尼文學家和小說家。[71]
- 切薩雷·西皮（Cesare Siepi），87歲，義大利歌劇演員，呼吸衰竭。[72]
- Tony Younger，91歲，英國將軍。[73]

### 6日
- 蒂莉·阿姆斯壯（Tilly Armstrong），83歲，英國作家。[74]
- Jan Blokker，83歲，荷蘭記者。[75]
- Harvey Fuqua，80歲，美國節奏藍調歌手（The Moonglows）和唱片製作人（Marvin Gaye），心臟病發作。[76]
- 克裡斯托弗·萊爾達爾（Kristofer Leirdal），94歲，挪威雕塑家。[77]
- 斯坦尼斯勞斯·托比亞斯·馬貢博，42歲，馬拉威羅馬天主教主教，利隆圭輔理主教（2009-2010）。[78]
- A.T.馬哈茂德，80歲，印尼作曲家和電視節目主持人，肺炎。[79]
- 伊戈爾·米斯科（Igor Misko），23歲，俄羅斯冰球運動員（聖彼德堡滑冰公司），心臟驟停。[80]
- 約翰·諾斯（John North），89歲，美式橄欖球運動員（巴爾的摩小馬隊）和教練（新奧爾良聖徒隊），長期患病。[81]
- 何塞·里科·佩雷斯（JoséRicoPérez），92歲，西班牙商人，Hércules CF總裁。[82]
- 葛籣·辛普森·龐德（Glenn Simpson Pound），96歲，美國教育家。[83]
- 拉蒙·愛德華多·魯伊斯（Ramón Eduardo Ruiz），88歲，美國墨西哥和拉丁美洲歷史學家。[84]
- Alekos Sofianidis，77歲，土耳其出生的希臘足球運動員，希臘國家足球隊主教練（1988-1989）。[85]
- 麗蓓嘉·斯皮金斯-戈德斯曼（Rebecca Spikings-Goldsman），42歲，美國電影製片人，心臟病發作。[86]
- Simion Stanciu，60歲，羅馬尼亞長笛演奏家，長期患病。[87]
- 羅伯托·蘇亞雷斯（Roberto Suárez），82歲，古巴出生的美國報紙出版商（El Nuevo Herald），阿爾茨海默病併發症。[88]
- 羅伊·沃勒（Roy Waller），69歲，英國電臺主持人，肝病。[89]

### 7日
- 阿舍爾·阿裡安（Asher Arian），71歲，美國和以色列政治學家。[90]
- 埃米利奧·達達里奧（Emilio Q. Daddario），91歲，美國政治家，美國康涅狄格州眾議員（1959-1971），心力衰竭。[91]
- 弗蘭克·多克納爾（Frank Dochnal），89歲，美國賽車手。[92]
- 鮑勃·哈威（Bob Harvie），斯裡蘭卡板球評論員。[93]
- 約翰·亨寧（John Henning），73歲，美國新聞播音員（WNAC，WCVB，WBZ），白血病併發症。[94]
- 羅比·詹森（Robbie Jansen），60歲，南非爵士音樂家，長期患病。[95]
- Moko，4歲，紐西蘭海豚，擱淺。[96]
- Brian O'Shaughnessy，84歲，澳大利亞哲學家。[97]
- 桑多爾·帕爾（Sándor Páll），56歲，塞爾維亞政治家，伏伊伏丁那匈牙利人民主團契領導人。[98]
- Bill Porter，79歲，美國音響工程師。[99]
- Luz Sapag，66歲，阿根廷政治家，聖馬丁德洛斯安第斯山脈市長（2007-2010），車禍。[100]
- 弗雷德里克·約翰·湯普森（Frederick John Thompson），75歲，加拿大政治家，薩斯喀徹溫省立法議會議員。[101]

### 8日
- Goro Azumaya，90歲，日本數學家。[102]
- 大衛·布萊克威爾（David Blackwell），91歲，美國學者，中風。[103]
- 大衛·布萊維特（David Blewitt），81歲，美國電影剪輯師（《捉鬼敢死隊》《比賽》），帕金森病。[104]
- 安德斯·布拉索姆（Anders Bratholm），90歲，挪威法學家。[105]
- 羅伯特·弗雷塔格（Robert Freitag），94歲，奧地利出生的瑞士演員。[106]
- 克林特·哈通（Clint Hartung），87歲，美國棒球運動員（紐約巨人隊）。[107]
- 唐納德·霍古德，93歲，加拿大奧運銀牌得主（1952年），皮划艇運動員。[108]
- Bidzina Kvernadze，82歲，喬治亞作曲家，帕金森病。[109]
- 吉列爾莫·萊昂，82歲，哥斯大黎加足球運動員（拉科魯尼亞·薩普里薩）。[110]
- Lelio Luttazzi，87歲，義大利作曲家、演員、電視和廣播主持人。[111]
- Maje McDonnell，89歲，美國棒球教練和官員（費城費城人隊）。[112]
- Achdiat Karta Mihardja，99歲，印尼小說家和劇作家，中風。[113]
- 約翰·摩爾（John Moore），88歲，英國海軍軍官和編輯。[114]
- 89歲的美國醫生湯瑪斯·皮布爾斯（Thomas C. Peebles）分離出麻疹病毒。[115]
- 威利·雷洛（Willi Railo），69歲，挪威運動心理學家。[116]
- 派翠克·賴斯（Patrick Rice），64歲，愛爾蘭人權活動家。[117]
- 梅爾文·特平（Melvin Turpin），49歲，美國籃球運動員，槍擊自殺。[118]
- 彼得·沃克（Peter Walker），68歲，澳大利亞足球運動員，癌症。[119]

### 9日
- 耶胡達·阿米塔爾（Yehuda Amital），85歲，以色列拉比和政治家。[120]
- 潔西嘉·安德森（Jessica Anderson），93歲，澳大利亞作家（河邊的Tirra Lirra）。[121]
- Olle Barkander，92歲，瑞典奧運馬術運動員。[122]
- 肯尼斯·比爾德（Kenneth Beard），83歲，英國大教堂管風琴師。[123]
- Mark Bytheway，46歲，英國測驗世界冠軍，食道癌。[124]
- 埃莉諾·科恩（Eleanor Coen），93歲，美國藝術家。[125]
- 巴茲爾·大衛森（Basil Davidson），95歲，英國記者和歷史學家。[126]
- 馬拉克·古爾丁爵士，73歲，英國外交官。[127]
- 克萊門特·吉隆（Clément Guillon），78歲，法國羅馬天主教主教，坎佩爾和萊昂主教。[128]
- 達里爾·亨特（Daryl Hunt），53歲，美式橄欖球運動員（休斯頓油人隊），心臟病發作。[129]
- 沃內塔·麥基（Vonetta McGee），65歲，美國女演員（《布拉庫拉》《艾格峰制裁》），心臟驟停。[130]
- 米爾特·莫林（Milt Morin），67歲，美式橄欖球運動員（克利夫蘭布朗隊），心臟病發作。[131]
- Nobuyoshi Tamura，77歲，日本合氣道，癌症。[132]
- 弗蘭克·威爾第（Frank Verdi），84歲，美國棒球運動員（紐約洋基隊）。[133]

### 10日
- 埃裡克·巴切勒（Eric Batchelor），89歲，紐西蘭士兵，曾兩次因勇敢而獲得傑出行為獎章。[134]
- Ray Beachey，94歲，加拿大歷史學家。[135]
- 約翰·科茨（John Coates），88歲，英國海軍建築師。[136]
- 大衛·蓋伊（David Gay），90歲，英國陸軍軍官，板球運動員和教育家，因勇敢而被授予軍事十字勳章。[137]
- Seán Dublin Bay Rockall Loftus，82歲，愛爾蘭政治家和律師，都柏林東北部TD（1981-1982）。[138]
- Sugar Minott，54歲，牙買加雷鬼歌手。[139]
- 埃德·帕爾姆奎斯特（Ed Palmquist），77歲，美國棒球運動員。[140]
- 阿爾多·桑佈雷爾（Aldo Sambrell），79歲，西班牙演員，中風。[141]
- 塚康平，62歲，日本劇作家，肺癌。[142]
- 喬治·韋伯（George W. Webber），90歲，美國牧師，紐約神學院院長，阿爾茨海默病併發症。[143]

### 11日
- 希拉·阿莫斯（Sheila Amos），63歲，美國電影剪輯師（《關於我的鄉親們的事情》），白血病。[144]
- 伊達姆·查利德（Idham Chalid），88歲，印尼政治家，印尼人民民主主義人民共和國（MPR）/朝鮮民主主義人民共和國（1971-1977）發言人，中風。[145]
- 斯圖爾特·費爾德曼（Stuart F. Feldman），73歲，美國律師和遊說者，共同創立了美國越南退伍軍人肺炎。[146]
- 沃爾特·霍金斯（Walter Hawkins），61歲，美國福音音樂歌手（“哦，快樂的一天”），胰腺癌。[147]
- 達賈·旺楚克·梅斯頓（Daja Wangchuk Meston），39歲，西藏出生的美國佛教僧侶。[148]
- 馬可·奧雷利奧·馬丁內斯·蒂耶里納，45歲，墨西哥記者，被槍殺。[149]
- 鮑勃·謝潑德（Bob Sheppard），99歲，美國公共廣播播音員（紐約洋基隊，紐約巨人隊）。[150]
- 魯迪·斯特裡蒂奇（Rudi Strittich），88歲，奧地利足球運動員和教練。[151]
- Don Vélez，62歲，尼加拉瓜奧運運動員。[152]
- 亞瑟·威廉姆斯（Arthur Williams），63歲，美國罪犯，車禍頭部受傷。[153]

### 12日
- 瑪麗·亞當斯（Mary Adams），87歲，蘇格蘭攔截者，阿爾茨海默病。[154]
- Günter Behnisch，88歲，德國建築師。[155]
- William Derwood Cann， Jr.，90歲，美國軍官和商人。[156]
- Buff Cobb，82歲，美國女演員和脫口秀主持人。[157]
- Olga Guillot，87歲，古巴歌手，梗塞。[158]
- 詹姆斯·霍根（James P. Hogan），69歲，英國科幻作家。[159]
- 亨利克·揚科夫斯基（Henryk Jankowski），73歲，波蘭羅馬天主教神父。[160]
- 圖利·庫普弗伯格（Tuli Kupferberg），86歲，美國詩人、漫畫家和音樂家（The Fugs）。[161]
- 保羅·洛卡特利，71歲，美國耶穌會神父和會計師，聖克拉拉大學校長（2008-2010）和校長（1988-2008），胰腺癌。[162]
- 湯瑪斯·莫拉漢（Thomas P. Morahan），78歲，美國政治家，紐約州議會議員（1981-1982）;州參議員（1999-2010），白血病。[163]
- 保羅·莫拉（Paulo Moura），77歲，巴西薩克斯管演奏家和單簧管演奏家，淋巴瘤。[164]
- Pius Njawé，53歲，喀麥隆記者和活動家，車禍。[165]
- 哈威·佩卡爾（Harvey Pekar），70歲，美國漫畫作家（American Splendor）和音樂評論家，意外用藥過量。[166]
- Mau Piailug，78歲，密克羅尼西亞航海家。[167]
- 貝納迪諾·里維拉·阿爾瓦雷斯（Bernardino Rivera Álvarez），85歲，玻利維亞羅馬天主教主教，波托西輔理主教。[168]

### 13日
- 弗農·貝克（Vernon Baker），90歲，美國士兵，榮譽勳章獲得者，癌症。[169]
- 肯·巴恩斯（Ken Barnes），81歲，英國足球運動員，肺癌。[170]
- 阿曼達·貝倫格（Amanda Berenguer），89歲，烏拉圭詩人。[171]
- 吉莉·科曼（Gilly Coman），54歲，英國女演員（麵包），疑似心臟病發作。[172]
- 戴夫·考克斯（Dave Cox），72歲，美國政治家，加利福尼亞州議會議員（1998-2004），州參議員（2004-2010），前列腺癌。[173]
- Nino Defilippis，78歲，義大利自行車手。[174]
- 吉恩·古德羅（Gene Goodreault），91歲，美式橄欖球運動員（波士頓學院），長期患病。[175]
- 艾倫·休謨（Alan Hume），85歲，英國電影攝影師（《絕地歸來》、《一條叫旺達的魚》、《殺戮視角》）。[176]
- Pentti Linnosvuo，77歲，芬蘭射擊運動員，1956年和1964年奧運會冠軍。[177]
- 勞埃德·莫蘭（Lloyd Morain），93歲，美國商人、慈善家、作家和人道主義者。[178]
- 阿卜杜勒·卡德爾·拉比耶，52歲，埃及奧運籃球運動員。[179]
- 安德列·卡格瓦·魯維塞雷卡（André Kagwa Rwisereka），60歲，盧安達政治家，謀殺。[180]
- Manohari Singh，79歲，印度薩克斯管演奏家，心臟病發作。[181]
- 喬治·斯坦布倫納（George Steinbrenner），80歲，美國棒球隊老闆（紐約洋基隊），心臟病發作。[182]

### 14日
- 查理斯·貝爾恩（Charles Beirne），71歲，美國耶穌會神父，勒莫因學院（Le Moyne College）院長（2000-2007），癌症。[183]
- 邁克·克魯伊什（Mike Kerruish），61歲，馬恩島政治家和首席法官。[184]
- 西摩·倫敦，95歲，美國醫生，發明瞭自動血壓計，心臟病。[185]
- 吉恩·路德維希（Gene Ludwig），72歲，美國爵士管風琴家。[186]
- 查理斯·麥克拉斯爵士，84歲，美國出生的澳大利亞指揮家，癌症。[187]
- Mădălina Manole，43歲，羅馬尼亞流行歌手，自殺。[188]
- Tetsuo Mizutori，71歲，日本配音演員。[189]
- 伯恩哈德·內爾梅裡奇（Bernhard Nermerich），71歲，德國奧運運動員。[190]
- 德里克·尼科爾斯（Derek Nicholls），63歲，英國板球運動員，中風。[191]
- 約瑟夫·羅德里克斯（Joseph Rodericks），83歲，印度羅馬天主教主教，詹謝普爾主教（1970-1996）。[192]
- 愛德華多·桑切斯·容科（Eduardo Sánchez Junco），67歲，西班牙商人，Hello！的創始人和擁有者。[193]
- SJ Stovall，84歲，美國政治家，德克薩斯州阿靈頓市市長（1977-1983）。[194]

### 15日
- 布爾·艾哈邁德（Bulbul Ahmed），68歲，孟加拉國演員。[195]
- 詹姆斯·阿金斯（James E. Akins），83歲，美國外交官，駐沙烏地阿拉伯大使（1973-1976），心臟病發作。[196]
- 懷·賈米森·艾倫布魯克（Wye Jamison Allanbrook），67歲，美國音樂學家，癌症。[197]
- 尼古拉斯·卡隆（Nicolas Carone），93歲，美國畫家。[198]
- 漢克·科克倫（Hank Cochran），74歲，美國鄉村音樂創作歌手，胰腺癌。[199]
- 彼得·費爾南德斯（Peter Fernandez），83歲，美國配音演員（Speed Racer），肺癌。[200]
- 湯姆·蓋奇（Tom Gage），67歲，美國奧運錘擊手，心力衰竭。[201]
- Kip King，72歲，美國演員、配音演員和喜劇演員，長期患病。[202]
- 莎莉·萊爾德（Sally Laird），54歲，英國編輯（審查索引）和翻譯。[203]
- 比利·洛斯（Billy Loes），80歲，美國棒球運動員（布魯克林道奇隊），糖尿病併發症。[204]
- 羅品超，98歲，中國戲曲演員。[205]
- 比利·麥金尼（Billy McKinney），83歲，美國政治家，喬治亞州眾議院議員（1973-2003），癌症。[206]
- 薩沙·瑪律科維奇·米克羅布（Saša Marković Mikrob），50歲，塞爾維亞藝術家和記者。[207]
- 羅賓·羅伊（Robin Roe），81歲，愛爾蘭橄欖球聯盟球員，英國陸軍牧師。[208]
- Knut Stensholm，56歲，挪威鼓手（Sambandet）。[209]

### 16日
- Verily Anderson，95歲，英國小說家、回憶錄作家和傳記作家。[210]
- 亞歷山大·波洛舍夫，63歲，俄羅斯蘇聯籃球運動員，1972年奧運會金牌得主，中風。[211]
- James Gammon，70歲，美國演員（美國職業大聯盟，納什布里奇斯，冷山），肝癌。[212]
- 肯尼·庫恩（Kenny Kuhn），73歲，美國棒球運動員（克利夫蘭印第安人），胰腺癌。[213]
- 卡洛斯·托雷斯·維拉（Carlos Torres Vila），63歲，阿根廷民謠歌手，長期患病。[214]
- David Twersky，60歲，美國記者，癌症。[215]

### 17日
- 尼克·培根（Nick Bacon），64歲，美國士兵，榮譽勳章獲得者，癌症。[216]
- 約翰·布蘭卡（John R. Branca），86歲，美國紐約州體育委員會主席，血管疾病。[217]
- 小弗雷德·卡特（Fred Carter， Jr.），76歲，美國音樂家，中風。[218]
- 伯納德·吉勞多（Bernard Giraudeau），63歲，法國演員，癌症。[219]
- 西蒙·霍恩比爵士，75歲，英國商人。[220]
- 鄧尼斯·傑斐遜（Denise Jefferson），65歲，美國舞蹈家，艾利學校院長，卵巢癌。[221]
- 拉裡·基思（Larry Keith），79歲，美國演員（《我的孩子》），癌症。[222]
- 肖恩·莫爾（Shaun Mawer），50歲，英格蘭足球運動員（格裡姆斯比鎮足球俱樂部），腎衰竭。[223]
- Pres Romanillos，47歲，菲律賓出生的美國動畫師（《花木蘭》《精神：西馬龍的種馬》《波卡洪塔斯》）。[224]
- 雪麗·西爾維（Shirley Silvey），82歲，美國動畫師（《洛基與布溫克爾秀》（The Rocky and Bullwinkle Show）、《達德利做對》（Dudley Do-Right）、《叢林喬治》（George of the Jungle），心力衰竭。[225]
- 揚尼斯·斯特法斯（Ioannis Stefas），61歲，希臘足球運動員（PAOK F.C.），癌症。[226]
- 喬伊斯·桑比（Joyce Sumbi），74歲，美國圖書管理員。[227]
- Evaristus Thatho Bitsoane，71歲，摩索托羅馬天主教主教，Qacha's Nek主教（1981-2010）。[228]
- Gunārs Ulmanis，71歲，拉脫維亞足球運動員（FK Daugava Rīga），自然原因。[229]

### 18日
- Ashpan Annie，94歲，哈利法克斯爆炸的加拿大倖存者。[230]
- 瑪麗·布蘭克（Mary Brancker），95歲，英國獸醫。[231]
- 巴里·佈雷斯尼漢（Barry Bresnihan），66歲，愛爾蘭橄欖球聯盟球員和風濕病學家。[232]
- 豪爾赫·塞佩尼克（Jorge Cepernic），95歲，阿根廷政治家，聖克魯斯省省長（1973-1976），長期患病。[233]
- 理查·黑爾（Richard Hare），87歲，英國聖公會主教，龐特弗拉特主教（1971-1992）。[234]
- 約翰·梅休恩（John Methuen），62歲，英國聖公會牧師，里彭學院院長（1995-2005）。[235]

### 19日
- 約瑟夫·阿霍霍夫比亞，69歲，奈及利亞奧運足球運動員。[236][需要更好的來源]
- 塞西爾·奧布里（Cécile Aubry），81歲，法國電影女演員，作家，編劇和導演，肺癌。[237]
- 羅里·佈雷迪（Rory Brady），52歲，愛爾蘭公務員，總檢察長（2002-2007）。[238]
- 喬恩·克利里（Jon Cleary），92歲，澳大利亞小說家（《日落者》《通往中國的公路》），斯科比·馬龍（Scobie Malone）的創作者。[239]
- 佐藤大輝，21歲，日本足球運動員。[240]
- 麥克·福斯特（Mac Foster），68歲，美國拳擊手，MRSA感染。[241]
- 索克拉蒂斯·吉奧利亞斯（Sokratis Giolias），37歲，希臘記者，被槍殺。[242]
- Gerson Goldhaber，86歲，美國物理學家，自然原因。[243]
- 安迪·胡梅爾（Andy Hummel），59歲，美國音樂家（大明星），癌症。[244]
- 安托瓦內特·邁耶（Antoinette Meyer），90歲，瑞士奧運會銀牌得主（1948年）高山滑雪運動員。[245]
- 吉姆·諾伊（Jim Neu），66歲，美國劇作家，肺癌。[246]
- 斯蒂芬·施耐德（Stephen Schneider），65歲，美國氣候科學家，心臟病發作。[247]
- Kottakkal Sivaraman，74歲，印度卡塔卡利演員。[248]
- 大衛·沃倫（David Warren），85歲，澳大利亞飛行數據記錄儀的發明者。[249]
- 洛倫岑·賴特（Lorenzen Wright），34歲，美國籃球運動員（孟菲斯灰熊隊），投籃。[250]

### 20日
- Tyras S. Athey，83歲，美國政治家，馬里蘭州眾議院議員（1967-1993），國務卿（1993-1995）。[251]
- Milon K. Banerji，82歲，印度法學家，司法部長（1992-1996年，2004-2009年），長期患病。[252]
- 勞爾·阿塞尼奧·卡薩多，81歲，阿根廷羅馬天主教主教，圖庫曼大主教（1994-1999）。[253]
- 約翰·查斯頓（John Chaston），93歲，英國軍官。[254]
- 卡洛斯·大維拉·大維拉，96歲，美國法官，波多黎各最高法院助理法官（1961-1984）。[255]
- 蘭德爾·埃利奧特爵士（Sir Randal Elliott），87歲，紐西蘭外科醫生，安全玻璃活動家，在短暫生病後。[256]
- Trausti Eyjólfsson，82歲，冰島奧運短跑運動員。[257]
- 埃米爾·加布里埃利安（Emil Gabrielian），79歲，亞美尼亞醫生。[258]
- 桑德拉·加德布林·奧葛籣，63歲，美國法官，明尼蘇達州最高法院法官，癌症。[259]
- 卡爾·戈登（Carl Gordon），78歲，美國演員（Roc），非霍奇金淋巴瘤。[260]
- Iris Gower，75歲，威爾士小說家，短暫生病後。[261]
- Benedikt Sigurðsson Gröndal，86歲，冰島政治家，總理（1979-1980）。[262]
- 阿米特·傑特瓦（Amit Jethwa），33歲，印度環保活動家，被槍殺。[263]
- 吉米·麥克馬斯（Jimmy McMath），60歲，美國棒球運動員。[264]
- 林宗義，89歲，臺灣精神科醫生。[265]
- 羅賓·麥克拉倫爵士，75歲，英國外交官，癌症。[266]
- 湯瑪斯·莫爾納，89歲，美國羅馬天主教哲學家、歷史學家和政治理論家。[267]
- 中村雄三，68歲，日本奧運金牌（1972年）和銅牌（1964年）排球運動員。[268]
- 羅伯特·桑德爾（Robert Sandall），58歲，英國電臺主持人和音樂記者，癌症。[269]
- 彼得·沃爾斯（Peter Walls），83歲，英國出生的羅得西亞事指揮官。[270]

### 21日
- 裴基淑，23歲，韓國拳擊手，在比賽中腦部受傷。[271]
- 路易士·科瓦蘭，93歲，智利政治家，智利共產黨總書記（1958-1989），自然原因。[272]
- 埃德娜·希利（Edna Healey），92歲，英國作家，鄧尼斯·希利（Denis Healey）的妻子，心力衰竭。[273]
- 拉爾夫·胡克（Ralph Houk），90歲，美國棒球運動員（紐約洋基隊）和經理（紐約洋基隊，底特律老虎隊，波士頓紅襪隊），自然原因。[274]
- 約翰·歐文（John E. Irving），78歲，加拿大商人，短暫生病後。[275]
- 蘭迪·傑克遜（Randy Jackson），61歲，美式橄欖球運動員（布法羅比爾隊，費城老鷹隊），胰腺癌。[276]
- Mabel Lang，92歲，美國考古學家。[277]
- 道格·奧爾德姆（Doug Oldham），79歲，美國福音音樂歌手，跌倒併發症。[278]
- 安東尼·羅爾夫·詹森（Anthony Rolfe Johnson），69歲，英國男高音，阿爾茨海默病。[279]
- 韋斯利·C·斯凱爾斯（Wesley C. Skiles），52歲，美國水下攝影師和電影製片人，溺水身亡。[280]
- 多明戈斯·加布里埃爾·維斯涅夫斯基（Domingos Gabriel Wisniewski），82歲，巴西羅馬天主教主教，阿普卡拉納主教（1983-2005）。[281]

### 22日
- Magnolia Antonino，94歲，菲律賓政治家，參議員（1969-1972）。[282]
- 維托里奧·阿曼多拉（Vittorio Amandola），57歲，義大利演員和配音演員，癌症。[283]
- 羅伯特·弗里曼·阿斯萊森（Robert Freeman Asleson），74歲，美國出版商，前列腺癌。[284]
- 哈裡·貝克特（Harry Beckett），75歲，出生於巴巴多斯的英國小號手和長號演奏家，中風。[285]
- 阿爾文·博雷茨（Alvin Boretz），91歲，美國電視編劇（Armstrong Circle Theatre，N.Y.P.D.）。[286]
- 迪克·巴克利（Dick Buckley），85歲，美國爵士樂歷史學家和DJ，肺炎。[287]
- 赫伯特·吉爾施（Herbert Giersch），89歲，德國經濟學家。[288]
- 肯尼·吉恩（Kenny Guinn），73歲，美國政治家，內華達州州長（1999-2007），秋天。[289]
- 彼得·哈特（Peter Hart），46歲，加拿大歷史學家，腦出血。[290]
- 伯納德·諾克斯（Bernard Knox），95歲，英國出生的美國古典主義者，心力衰竭。[291]
- Milan Paumer，79歲，捷克反共鬥士（1948-1953），心力衰竭。[292]
- Rebel Randall，88歲，美國女演員。[293]
- 弗洛倫西奧·巴爾加斯（Florencio Vargas），78歲，菲律賓政治家，卡加延第二區代表（2004-2010），白血病。[294]
- 菲力浦·沃克（Phillip Walker），73歲，美國藍調音樂家，心力衰竭。[295]

### 23日
- 薩蒂什·巴哈杜爾（Satish Bahadur），84歲，印度影評人。[296]
- 威利·巴肯（Willy Bakken），59歲，挪威音樂家和作家，癌症。[297]
- 威廉·布魯克（Willem Breuker），65歲，荷蘭爵士音樂家，肺癌。[298]
- Kenyon Cotton，36歲，美式橄欖球運動員（巴爾的摩烏鴉隊，1997-1998），手術后併發症。[299]
- 路易士·丹托（Louis Danto），81歲，波蘭出生的加拿大歌手。[300]
- 弗雷迪·鄧克爾曼（Freddie Dunkelman），90歲，英國奧運冰球運動員。[301]
- 索爾·恩塞爾（Sol Encel），85歲，波蘭出生的澳大利亞社會學家。[302]
- Jan Halldoff，70歲，瑞典電影導演。[303]
- A. Sreedhara Menon，84歲，印度歷史學家。[304]
- 費奧多西·佩齊納，60歲，烏克蘭東正教主教，基輔宗主教區烏克蘭東正教教堂（1994-2006年）和烏克蘭自治東正教教堂（自2007年起）的德羅霍比奇和桑比爾大主教，糖尿病。[305]
- 丹尼爾·肖爾（Daniel Schorr），93歲，美國記者（哥倫比亞廣播公司新聞，國家公共廣播電臺）。[306]
- 多蘿西·斯托（Dorothy Stowe），89歲，美國出生的加拿大活動家，綠色和平組織的聯合創始人。[307]
- Bertrand Vac，95歲，加拿大作家和外科醫生。[308]
- 維克·齊格爾（Vic Ziegel），72歲，美國體育作家（《每日新聞》），肺癌。[309]

### 24日
- 大衛·阿布萊特（David Ablett），69歲，加拿大記者和編輯。[310]
- 西奧·阿爾佈雷希特（Theo Albrecht），88歲，德國企業家和億萬富翁（Aldi Nord，Trader Joe's）。[311]
- 朱塞佩·阿維尼（Giuseppe Aveni），91歲，義大利牧師和傳教士，惡性腫瘤。[312]
- 約翰·卡拉漢（John Callahan），59歲，美國漫畫家和音樂家。[313]
- 亞歷克斯·希金斯（Alex Higgins），61歲，北愛爾蘭斯諾克選手，營養不良，肺炎，支氣管疾病和喉癌。[314]
- 休·梅森（Hugh Mason），95歲，英國奧運賽艇運動員。[315]
- 米婭·奧雷莫維奇（Mia Oremović），91歲，克羅埃西亞女演員，自然原因。[316]
- Jean-Louis Pezant，71歲，法國憲法委員會成員（自2004年起）。[317]
- 約翰·里德爾爵士，第13代男爵，76歲，英國公務員，威爾士親王私人秘書（1985-1990）。[318]
- 哈康·桑德沃爾德，89歲，挪威實業家。[319]
- Véronique Silver，77歲，法國女演員。[320]
- 伊戈爾·塔蘭金（Igor Talankin），82歲，俄羅斯電影導演和編劇，蘇聯人民藝術家。[321]

### 25日
- 大衛·亞歷山大（David Alexander），77歲，美國學者，癌症患者。[322]
- 瓦斯科·德·阿爾梅達·科斯塔，77歲，葡萄牙政治家，總理（1976年）和澳門總督（1981-1986年），長期患病。[323]
- 多梅尼科·阿爾瓦羅（Domenico Alvaro），85歲，義大利罪犯，自然原因。[324]
- 卡邁勒·阿薩德（Kamel Asaad），78歲，黎巴嫩政治家，長期患病。[325]
- Donald C. Backer，66歲，美國天體物理學家和射電天文學家。[326]
- 巴里·德文波特（Barrie Devenport），75歲，紐西蘭游泳運動員，癌症。[327]
- 裘蒂思·皮博迪（Judith Peabody），80歲，美國社交名媛和慈善家，中風併發症。[328]
- 內森·奎諾內斯（Nathan Quinones），79歲，美國教育家，紐約市學校校長（1984-1987），中風。[329]
- 埃裡希·施泰特曼（Erich Steidtmann），95歲，德國納粹黨衛軍軍官。[330]
- 亨克·馮霍夫（Henk Vonhoff），79歲，荷蘭政治家，格羅寧根女王專員（1980-1996），短暫患病後。[331]
- 雷德福·懷特，54歲，菲律賓演員和喜劇演員，腦瘤。[332]

### 26日
- 約翰·巴貝羅（John Barbero），65歲，美國公共廣播播音員（匹茲堡企鵝隊，1972-2008），腦瘤。[333]
- 布萊恩·貝爾爵士，82歲，巴布亞紐幾內亞商人和慈善家。[334]
- 艾爾·古德曼（Al Goodman），67歲，美國靈魂歌手（Ray，Goodman&Brown），心力衰竭。[335]
- 埃裡克·希爾，87歲，英國板球運動員。[336]
- 傑克·雅各斯（Jake Jacobs），73歲，美國棒球運動員。[337]
- 本·基思（Ben Keith），73歲，美國搖滾音樂家和唱片製作人，心臟病發作。[338]
- 小查理斯·艾倫·莫耶（Charles Allen Moye Jr.），92歲，美國喬治亞州北區地方法院高級（前首席）法官。[339]
- 布里吉特·施瓦格（Brigitte Schwaiger），61歲，奧地利作家。[340]
- Sivakant Tiwari，64歲，新加坡律師（新加坡法律服務），腦溢血。[341]

### 27日
- 安德拉奧斯·阿布納，67歲，伊拉克加色丁禮天主教主教，巴格達輔理主教（2002-2010），腎功能衰竭。[342]
- 拉維·巴斯瓦尼（Ravi Baswani），63歲，印度演員和喜劇演員，心臟病發作。[343]
- 莫里·柴金（Maury Chaykin），61歲，美國出生的加拿大演員（《與狼共舞》、《我的表弟文尼》、《尼祿·沃爾夫之謎》），腎衰竭。[344]
- 喬恩·道格拉斯（Jon Douglas），73歲，美國大學運動員和房地產經紀人。[345]
- Harry Galbreath，45歲，美式橄欖球運動員（邁阿密海豚隊），心臟病。[346]
- 愛德華·甘布林（Edward Gamblin），62歲，加拿大原住民創作歌手[347]
- 安德列·吉爾茨（André Geerts），54歲，比利時漫畫家，癌症患者。[348]
- 艾倫·吉伯特（Alan Gilbert），65歲，澳大利亞學術行政人員和歷史學家，曼徹斯特大學副校長，生病。[349]
- 華萊士·索薩（Wallace Souza），51歲，巴西電視節目主持人、政治家和罪犯。[350]
- 傑克·塔圖姆，61歲，美式橄欖球運動員（奧克蘭突襲者隊），心臟病發作。[351]
- Elinor Z. Taylor，89歲，美國政治家，賓夕法尼亞州眾議院議員（1977-2006）。[352]
- Morrie Yohai，90歲，美國商人，Cheez Doodles的發明者，自然原因。[353]

### 28日
- 瓦倫丁·阿貝西亞·巴爾迪維索，84歲，玻利維亞律師、歷史學家、作家和外交官。[354]
- 湯瑪斯·安德森（Thomas Anderson），71歲，澳大利亞奧運金牌得主（1972年）水手。[355]
- 約翰·艾爾斯沃思（John Aylesworth），80歲，加拿大出生的美國電視編劇和製片人，《嘻嘻，肺炎併發症》的共同創作者。[356]
- 邁克爾·巴特伯里（Michael Batterberry），78歲，美國編輯，《美食與美酒》雜誌創始人，癌症。[357]
- 艾薇·比恩（Ivy Bean），104歲，英國網紅，Facebook和Twitter上最年長的人之一，自然原因。[358][359]
- 阿卜杜勒·曼南·布伊揚（Abdul Mannan Bhuiyan），67歲，孟加拉國政治家。[360]
- 瑪麗亞·卡納爾斯（Maria Canals），96歲，西班牙鋼琴家。[361]
- 鮑勃·費尼莫爾（Bob Fenimore），84歲，美式橄欖球運動員（芝加哥熊隊），癌症。[362]
- 亞瑟·吉什（Arthur Gish），70歲，美國和平活動家和作家，拖拉機事故。[363]
- 托德·哈迪（Todd Hardy），53歲，加拿大政治家，懷特霍斯中心MLA（1996-2000年，自2002年起），育空新民主黨領導人（2002-2009年）。[364]
- 凱末爾·伊德里斯（Kemal Idris），87歲，印尼陸軍將軍和政治持不同政見者，肺炎。[365]
- 喬治·李（George P. Lee），67歲，美國摩門教領袖和性犯罪者，第一位成為耶穌基督後期聖徒教會總會權威的美國原住民。[366]
- Sven Ljungberg，96歲，瑞典視覺藝術家。[367]
- J. J. Maura，61歲，美國電視播音員和配音藝術家（WCAU和QVC），癌症。[368]
- 伊斯特萬·莫納，69歲，匈牙利奧運現代五項全能運動員，金牌得主（1968年夏季奧運會）。[369]
- 丹尼爾·佩蒂特爵士，95歲，英國奧運足球運動員和實業家。[370]
- Derf Scratch，58歲，美國貝斯手（Fear）。[371]
- Katarzyna Sobczyk，65歲，波蘭歌手，乳腺癌。[372]
- 大衛·威廉（David William），84歲，英國出生的加拿大演員和藝術總監，頭部受傷。[373]

### 29日
- 吉安卡洛·阿斯特魯阿（Giancarlo Astrua），82歲，義大利公路自行車賽車手。[374]
- 蜜雪兒·考斯（Michèle Causse），74歲，法國女同性戀理論家，作家和翻譯家，醫生協助自殺。[375]
- 伊格納西奧·科羅內爾·比利亞雷亞爾，56歲，墨西哥毒梟（錫那羅亞州卡特爾），被槍殺。[376]
- 卡爾·杜勒（Carl Dooler），67歲，英國橄欖球聯盟球員（Featherstone Rovers）。[377]
- 馬丁·德魯（Martin Drew），66歲，英國爵士鼓手，心臟病發作。[378]
- 安東尼奧·費奧（António Feio），55歲，葡萄牙演員和喜劇演員，胰腺癌。[379]
- C. I. Gunesekera，90歲，斯裡蘭卡板球運動員。[380]
- 鮑勃·甘迺迪（Bob Kennedy），89歲，美式橄欖球運動員（紐約揚克隊）。[381]
- 薩賓娜·穆加貝，75歲，辛巴威政治家，國會議員（1985-2008），羅伯特·穆加貝的妹妹，長期患病。[382]
- 喬·佩羅（Joe Perrault），85歲，美國奧運跳臺滑雪運動員。[383]
- 尼古拉·波佩斯庫（Nicolae Popescu），72歲，羅馬尼亞數學家。[384]
- 彼得·R·羅梅羅（Peter R. Romero），90歲，美國藝術總監（The Right Stuff，The Waltons）。[385]
- 羅伯特·塔克（Robert C. Tucker），92歲，美國政治學家。[386]
- 伯尼·韋斯特（Bernie West），92歲，美國編劇（《全家福》《三人公司》《傑斐遜一家》），阿爾茨海默病併發症。[387]
- 亞歷克斯·威爾遜，76歲，英國足球運動員（朴茨茅斯足球俱樂部）。[388]
- Lorene Yarnell，66歲，美國啞劇藝術家（Shields and Yarnell），腦動脈瘤。[389]
- 鄭驥，110歲，中國營養學家和生物化學家，世界上最年長的教授。[390]

### 30日
- 尤金·安德森（Eugene Anderson），82歲，美國律師，肺炎。[391]
- Robert M. Chanock，86歲，美國生物學家。[392]
- Jindřich Chmela，86歲，捷克奧運擊劍運動員。[393]
- Cyro Del Nero，78歲，巴西舞台設計師（Fantástico），冠心病。[394]
- 奧托·約阿希姆（Otto Joachim），99歲，德國出生的加拿大中提琴家和電子音樂作曲家。[395]
- 斯坦利·米爾本（Stanley Milburn），83歲，英國足球運動員。[396]
- 錢偉长，96歲，中國物理學家、應用數學家。[397]
- 基思·裡奇曼（Keith Richman），56歲，美國醫生和政治家，加利福尼亞州議員（2000-2006），腦癌。[398]

### 31日
- Suso Cecchi d'Amico，96歲，義大利編劇（《偷自行車的人》《Senso》）。[399]
- 詹姆斯·阿特金森，81歲，美國奧運雪橇銀牌得主（1952年）。[400]
- Olle Boström，84歲，瑞典奧運射箭運動員。[401]
- 佩德羅·德拉查（Pedro Dellacha），84歲，阿根廷足球運動員。[402]
- 托尼·福克斯（Tony Fox），82歲，英國奧運賽艇運動員。[403]
- 約翰·戈斯特爵士，82歲，英國政治家，亨登·諾斯議員（1970-1997）。[404]
- 比爾·萊恩（Bill Lane），90歲，美國出版商和外交官，《日落》雜誌創始人，駐澳大利亞和瑙魯大使，呼吸衰竭。[405]
- 李·洛克伍德（Lee Lockwood），78歲，美國攝影記者，糖尿病患者。[406]
- 湯姆·曼凱維奇（Tom Mankiewicz），68歲，美國編劇（詹姆斯·邦德，超人），癌症。[407]
- 米奇·米勒（Mitch Miller），99歲，美國音樂主管和電視節目主持人（與米奇一起唱歌），在短暫的疾病之後。[408]
- 穆罕默德·努里（Mohammad Nouri），80歲，伊朗歌手，血液疾病。[409]
- Dan Resin，79歲，美國演員（Caddyshack，On Our Own），帕金森病併發症。[410]
- 喬治·裡奇（George Richey），74歲，美國詞曲作者和唱片製作人，慢性阻塞性肺病。[411]
- 約翰·肖（John Shaw），76歲，英國橄欖球聯盟球員。[412]
- 克拉拉·謝爾曼（Clara Sherman），96歲，美國納瓦霍藝術家。[413]
- Donald Shiley，89歲，美國工程師，Bjork-Shiley心臟瓣膜的共同發明者。[414]
- 羅伊·史密斯（Roy Smith），56歲，澳大利亞政治家，新南威爾士州立法委員會成員（2007-2010）。[415]
- 伊萬·蒂爾塔（Iwan Tirta），75歲，印尼蠟染時裝設計師，中風併發症。[416]